# Oj, svijetla majska zoro
Oj, svijetla majska zoro (na crnogor. ćiril.: Ој, свијетла мајска зоро) jest državna himna Crne Gore.

## Kronologija
Himna je potvrđena u Ustavu Crne Gore koji je donesen 19. listopada 2007., a proglašen 22. listopada iste godine. 12. srpnja 2004. donesen je Zakon o državnim simbolima i Danu državnosti Crne Gore, koji je stupio na snagu 13. srpnja 2004. na sam Dan državnosti, kada je himna izvedena prvi put.
Crnogorska državna himna nema izričitog autora nego je nastala kombiniranjem tradicionalnih narodnih napjeva i dopisivanjem stihova te skladateljskim intervencijama.
Sekula Drljević je 1932. ili 1933. napisao pjesmu crnogorskoga gorštaka, naslovljenu "Vječna naša Crna Goro", inkorporirajući u nju i stihove crnogorskih narodnih napjeva. Objavljena je 1937. u Zagrebu.
Dio te pjesme, uz manje izmjene u stihovima, od 2004. službena je himna Crne Gore pod naslovom "Oj, svijetla majska zoro".

## Tekst himne
Oj, svijetla majska zoro,

Majko naša Crna Goro,

Sinovi smo tvog stijenja

I čuvari tvog poštenja.

Volimo vas, brda tvrda,

I stravične vaše klance,

Koji nikad ne poznaše

Sramotnoga ropstva lance.

Dok lovćenskoj našoj misli

Naša sloga daje krila,

Biće gorda, biće slavna

Domovina naša mila.

Rijeka će naših vala,

Uskačući u dva mora,

Glas nositi okeanu

Da je vječna Crna Gora.

## Poveznice
- Ubavoj nam Crnoj Gori

## Vanjske poveznice
- O crnogorskim himnama (www.montenegro.org.au)
- Melodija himne, mp3 datoteka  Arhivirana inačica izvorne stranice od 12. ožujka 2012. (Wayback Machine) (www.predsjednik.me)